# Baiershofen (Westhausen)

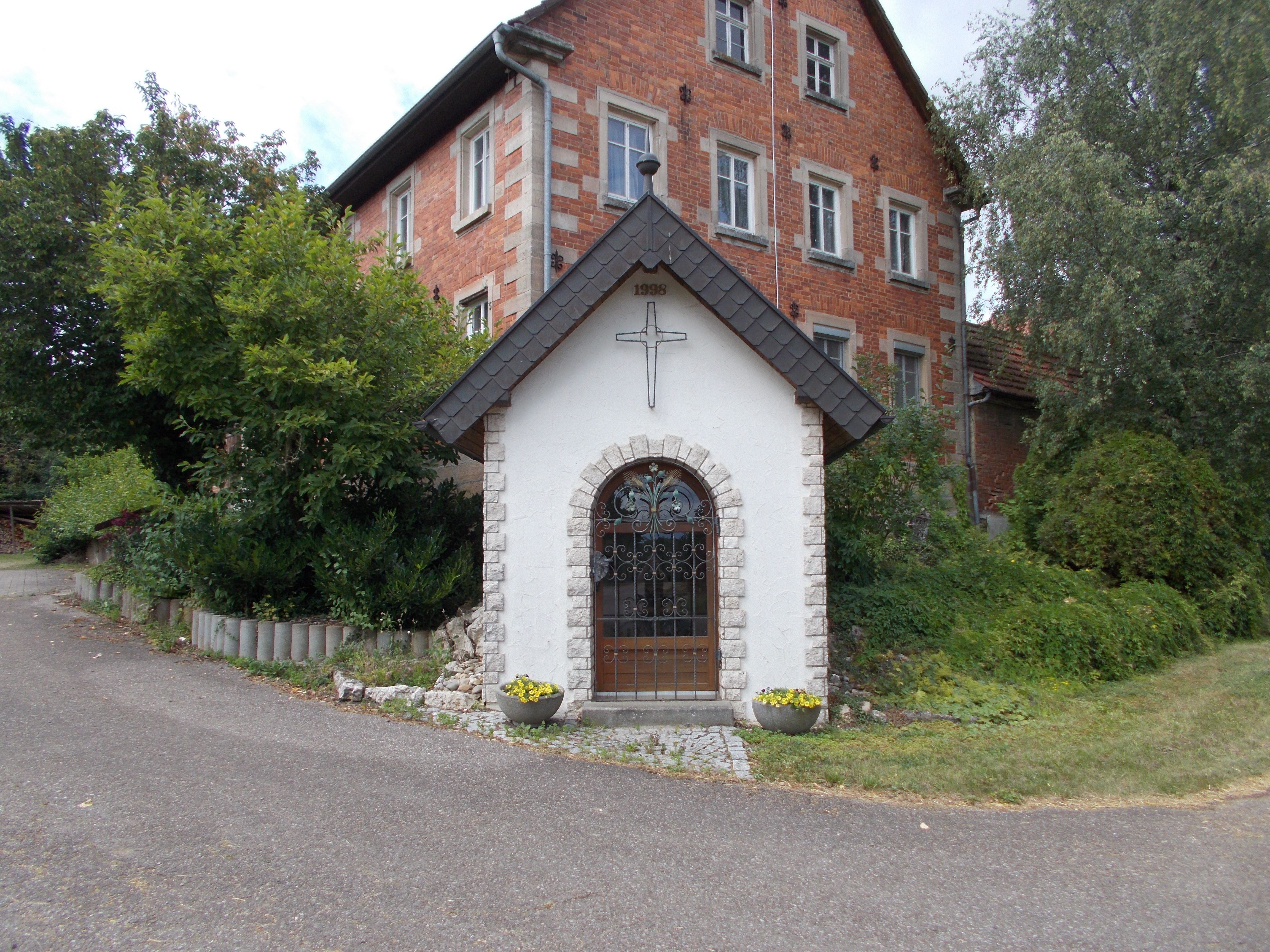
St. Peter und Paul

Baiershofen ist ein Teilort von Westhausen im Ostalbkreis in Baden-Württemberg.

## Beschreibung
Der Weiler liegt im flachen Östlichen Albvorland, jeweils ein bis zwei Kilometer nördlich des Albtraufs des Härtsfeldes, südwestlich des Laufs der oberen Jagst und westnordwestlich der Dorfmitte von Westhausen. Am westlichen Rand entsteht der Forstbach, ein höherer Zufluss der Jagst. Am Südwestrand des Ortes entlang verläuft die B 29, wenig vor dem östlichen die A 7. An deren Kreuzung mit der Bundesstraße liegt die Ausfahrt Aalen/Westhausen. 
Der Ort hat etwa anderthalb Dutzend Hausnummern, hinzu kommen teils große landwirtschaftliche Nebengebäude aus neuerer Zeit. 1886 wird eine Zahl von 64 Einwohnern genannt.

## Geschichte
Die Endung -hofen des Ortsnamens deutet darauf hin, dass der Ort in der älteren Ausbauzeit (7. bis 10. Jahrhundert) besiedelt wurde.
Erste Erwähnung findet der Ort erstmals im 12. Jahrhundert als Bairshofeuen. Im Jahr 1322 erscheint mit Vertretern aus den Adelsgeschlechtern von Pfahlheim und von Westhausen ein Heinrich von Pairshoven, welcher möglicherweise mit den von Westhausen verwandt war. Der Ort kam allmählich zur Herrschaft Alfingen und kam nach Aussterben der Ahelfinger zum ellwangischen Amt Oberalfingen. Mit diesem kam es im Zuge des Zerfalls des Alten Reiches an das Königreich Württemberg.